# Margarita Padilla
Margarita Padilla García (Barcelona, 22 de enero de 1957) es una ingeniera y programadora informática española, autora de varios textos de pensamiento crítico a las tecnologías y a la sociedad red en la sociedad de la información y una de las fundadoras de Sindominio, proyecto que se crea en Madrid entre 1998 y 2000 para el apoyo de colectivos sociales en la red. En sus trabajos analiza la evolución del uso de la tecnología social, la lucha de colectivos en la red y la emergencia de un nuevo ecosistema social y colaborativo frente al uso comercial, aprovechando las posibilidades de la red distribuida.

## Biografía
Nació en Barcelona, donde vivió gran parte de su vida. No existen fuentes bibliográficas que ofrezcan detalles específicos sobre su vida. Sin embargo, por entrevistas se puede saber que su interés por la informática y la tecnología surgió desde muy joven. También señala que la relación entre saber y conocimiento pudo estar incentivada principalmente por su padre, quien trabajaba largas horas pero que en los momentos compartidos con Margarita y su hermano, buscaba contarles y explicarles diferentes cosas.
Trabajó como obrera fabril en una metalúrgica donde tuvo sus primeras experiencias con  prácticas asamblearias y políticas. A sus 28 años comenzó a estudiar ingeniería técnica en informática de sistemas en la Universidad Politécnica de Cataluña de Barcelona (1985-1994). En 1997 se trasladó a Madrid.
En 1998 empieza su itinerario tecnopolítico. Participó en la asamblea del Nodo50 organización dedicada a potenciar el uso de la tecnología en la sociedad civil que abandonó en 1999 para participar en la creación de sinDominio en el centro social okupado El Laboratorio I. Al dejar Nodo 50 publicó el texto Porqué Nodo50 ha dejado de interesarme donde Padilla, además de explicar sus razones para dejar el proyecto, realiza un amplio análisis del proceso de transformación que está viviendo internet, la privatización y liberalización de servicios la expansión de las multinacionales y reivindica la necesidad de construir un modelo de «telemática antagonista» desde el sur y la utilización de software libre. Además advierte que las nuevas tecnologías no bastan para modificar prácticas profundamente arraigadas en las viejas formas de hacer política.
En el 2000 participó en el hacklab Cielito Lindo creado en el barrio de Lavapiés de Madrid.
De 2000 a 2006 dirigió la colección de fascículos Linux fácil y la revista mensual Mundo Linux enfocada a programadores profesionales, convirtiéndose con ello en la primera mujer que dirigía una publicación en torno al software libre. En el 2006 cofundó  la cooperativa Dabne dedicada al desarrollo e implementación de proyectos basados en software libre especializada en la gestión de proyectos tecnológicos y comunicación, accesibilidad y gestión de contenidos digitales. En 2009 formó parte de la creación del grupo que hasta 2013 emitió el programa Una línea sobre el mar en Radio Círculo, del Círculo de Bellas Artes de Madrid, un espacio dedicado a lo que denominan «filosofía de garaje».
En 2010 publicó el artículo Qué piensa el mercado en la revista Espai en Blanc sobre cómo las nuevas tecnologías están transformado los modelos de negocio y los mercados.
En 2012 publicó El kit de la lucha en Internet donde analiza la nueva política que surge a partir de internet que estamos en un mundo en el que la posibilidad de mantener el control y el poder sobre todo lo que acontece es absurda y pueril y que el mundo al que nos lleva Internet es un mundo de ambigüedad, incontrolabilidad y apertura. Una forma de pensar y de hacer muy alejada del tradicional command and control característico de la vieja política. No se trata de que unos cuiden de todo, decidan por todos, sino de que entre todos logremos encontrar los medios para afrontar problemas y oportunidades.

## Publicaciones

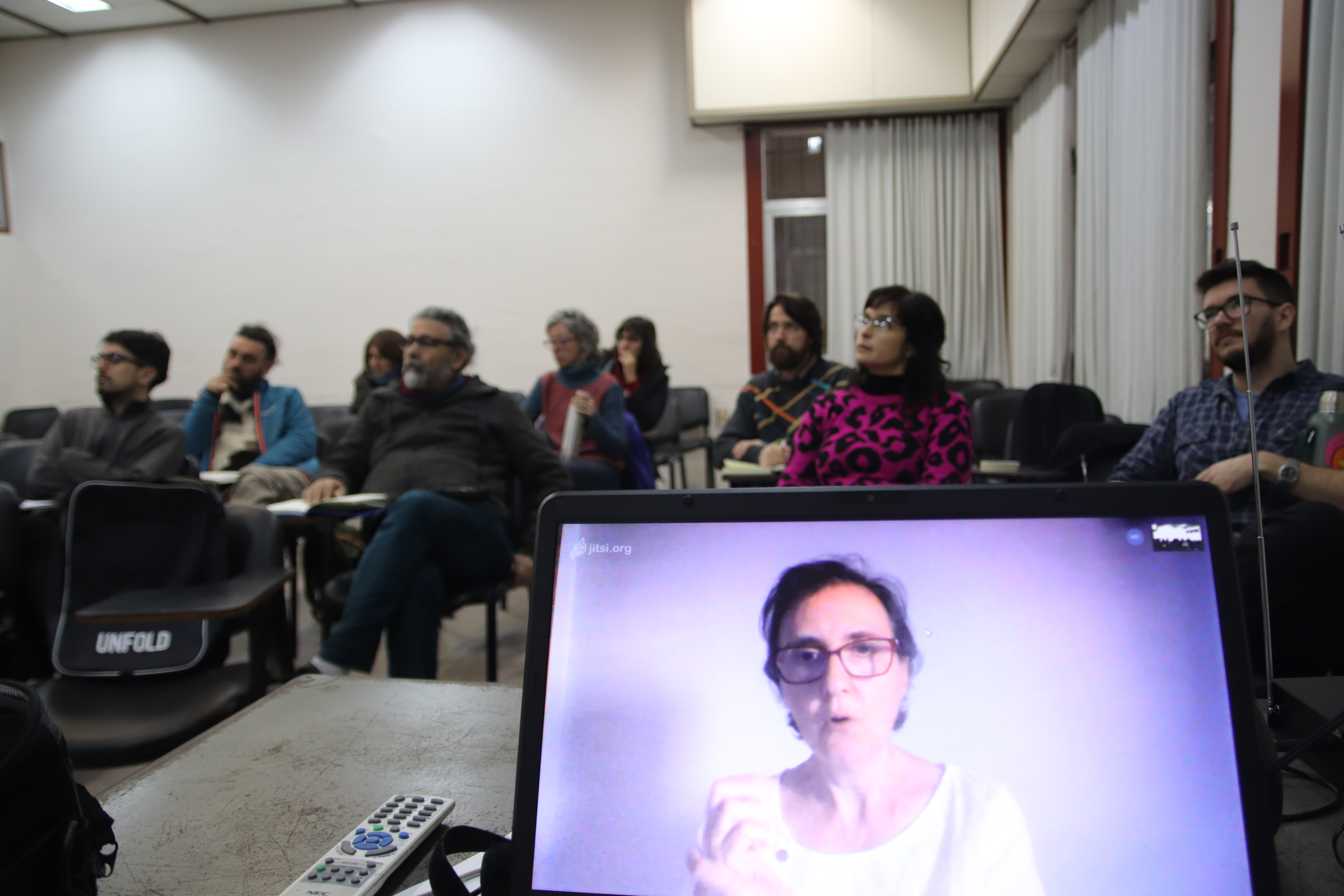
Margarita Padilla en 2019.

### Libros
- Bebea, Inés; Franco, Diana; Padilla, Margarita; Soria, Estrella (2018). Las voces de la tecnología que resuenan en los Labs (en español y euskera). Tabakalera. ISBN 978-84-949236-6-1. Consultado el 9 de octubre de 2019.
- Padilla, Margarita (2012). El kit de la lucha en Internet. Traficantes de Sueños. ISBN 978-84-96453-74-6. Consultado el 9 de octubre de 2019.

### Capítulos en libros y compilaciones
- Padilla, Margarita (2017). «Prefacio: Soberanía tecnológica. ¿De qué estamos hablando?».  En Alex Haché (Spideralex), ed. Soberanía tecnológica 2. Ritimo. p. 3. ISBN 978-84-697-8389-4. Consultado el 9 de octubre de 2019.
- Padilla, Margarita (2012). «Comunidad: No basta con quererla. Hay que comprenderla». Decálogo de prácticas culturales de código abierto 1.0: 10penkult.cc. Tabakalera. Consultado el 10 de octubre de 2019.
- Mezquita, Raquel; Padilla, Margarita (2006). «Penélope: tejiendo y destejiendo la red». Ciberactivismo : sobre usos políticos y sociales de la red. Virus. pp. 81-118. ISBN 84-96044-72-6. Consultado el 10 de octubre de 2019.
- Padilla, Margarita (2006). «Agujeros negros en la red». Ciberactivismo : sobre usos políticos y sociales de la red. Virus. pp. 309-313. ISBN 84-96044-72-6. Consultado el 10 de octubre de 2019.

### Artículos en revistas

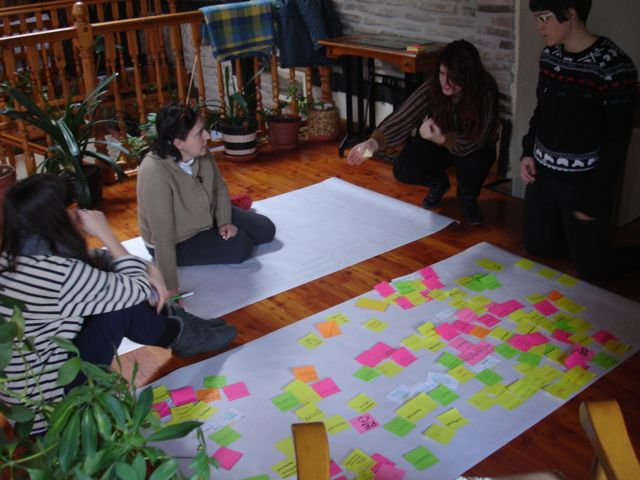
Margarita Padilla en 2012 durante la edición del 10penkult

- Padilla, Margarita (2018-2019). «Inteligencia artificial, conocimiento y poder». Papeles de relaciones ecosociales y cambio global (144): 37-48. ISSN 1888-0576. Archivado desde el original el 11 de octubre de 2019. Consultado el 9 de octubre de 2019.
- Padilla, Margarita (5 de junio de 2011). «Politizaciones en el ciberespacio». Espai en blanc - "El impass de lo político" (9-10-11). ISBN 978 84 7290 541 2. Archivado desde el original el 9 de octubre de 2019. Consultado el 9 de octubre de 2019.
- Padilla, Margarita (15 de abril de 2011). «¿Qué piensa el mercado?». Espai en Blanc - "El combate del pensamiento" (7-8): 141-149. ISBN 978-84-7290-492-7. Archivado desde el original el 8 de diciembre de 2015. Consultado el 10 de octubre de 2019.
- Padilla, Margarita (2006). «Compartir es bueno: bienes culturales». Mundo Linux: Sólo programadores Linux (90): 8-10. ISSN 1577-6883. Consultado el 10 de octubre de 2019.
- Padilla, Margarita (13 de diciembre de 2006). «Desarmar la inseguridad. El acontecimiento 11-M». Espai en Blanc - "Vida y política" (1-2). Archivado desde el original el 11 de octubre de 2019. Consultado el 11 de octubre de 2019.

### Manuales
- Padilla, Margarita (2019). Introducción a las herramientas tecnológicas libres y éticas. MESH. Archivado desde el original el 11 de octubre de 2019. Consultado el 11 de octubre de 2019.

### Escritos y publicaciones en línea
- Padilla, Margarita (21 de septiembre de 2017). «Alrededor de lo libre y abierto (licencias, modelos y comunidades)». Zaragoza Activa. Archivado desde el original el 23 de enero de 2019.
- Padilla, Margarita (9 de mayo de 2013). «Diseñar para el mercado o diseñar para la comunidad». eldiario.es. Archivado desde el original el 4 de marzo de 2016. Consultado el 14 de octubre de 2019.
- Padilla, Margarita (1999). «Por qué Nodo50 ha dejado de interesarme». Archivado desde el original el 8 de septiembre de 2019.